# Bjørnehøjskolen

Bjørnehøjskolen er en folkeskole i Annisse Nord med 483 elever i Gribskov Kommune
Bjørnehøjskolen har udskoling for Ramløse skole.
Thomas Nørregaard er skoleleder på Bjørnehøjskolen. Han kom fra en stilling som leder på Ramløse Skole og overtog efter Bjørnehøjskolens mangeårige leder Ole Petersen. Thomas Nørregaard begynder 1. august 2021.
|                                                                                          | Bjørnehøjskolens gennemsnit | Kommune gennemsnit | Lands gennemsnit |
| ---------------------------------------------------------------------------------------- | --------------------------- | ------------------ | ---------------- |
| Karaktergennemsnit ved 9. klasses afgangsprøve. (skoleår 2019/2020)                      | 8,4                         | 7,1                | 7,3              |
| Elever med højest trivsel. (skoleår 2019/2020)                                           | 93,2%                       | 90,5%              | 92%              |
| Elevfravær (skoleår 2019/2020)                                                           | 6,2%                        | 8,1%               | 5,3%             |
| Elever pr. klasse. (skoleår 2019/2020)                                                   | 22                          | 20,8               | 21,2             |
| Elever på skolen/skoler. (skoleår 2019/2020)                                             | 483                         | 311                | 301              |
| Starter på ungdomsuddanelse. (skoleår 2017/2018)                                         | 89,7%                       | 77,9%              | 85,8%            |
| Andelen af timer, hvor læreren er uddannet til at undervise i faget. (skoleår 2019/2020) | 94,5%                       | 85,5%              | 88,4%            |